# Frank Lui
Pour les articles homonymes, voir Lui.
Frank Fakaotimanava Lui, né le 19 novembre 1935 et mort le 9 juillet 2021, est un homme politique niuéen, Premier ministre de 1993 à 1999.

## Biographie
Frank Fakaotimanava Lui naît le 19 novembre 1935. Éduqué au Collège technique de Wellington en Nouvelle-Zélande de 1942 à 1950, il travaille comme marin dans la marine marchande néo-zélandaise de 1951 à 1954 et s'y syndique ; il participe à la grève des dockers de 1951,,. De retour à Niue en 1956, il travaille jusqu'en 1959 dans l'administration du département de la Santé du gouvernement colonial, et organise la première grève dans l'histoire du pays pour protester contre les discriminations du système colonial, Niue étant sous souveraineté néo-zélandaise,.
En 1963, à l'âge de 28 ans, il est élu député au Parlement de Niue créé en 1960 ; il y est alors le plus jeune membre. Il perd son siège aux élections de 1966, mais le retrouve en 1969, et en 1972, alors que la Nouvelle-Zélande confie à Niue l'autonomie politique en matière de politique intérieure, il est nommé ministre des Travaux publics et de la Police dans le gouvernement de Robert Rex,,. Niue choisit en 1974 un statut de libre association avec la Nouvelle-Zélande, et à l'issue des élections législatives de 1975, le Premier ministre Robert Rex nomme Frank Lui ministre des Travaux publics, du Tourisme, des Forêts, des Pêcheries et de l'Électricité. 
Il exerce sans discontinuer diverses fonctions ministérielles jusqu'en septembre 1990 où, toujours ministre des Travaux publics, il soutient la motion de censure déposée au Parlement par le ministre des Finances Sani Lakatani contre le Premier ministre Sir Robert Rex. Ce dernier limoge ces deux ministres, et quinze des vingt députés lui renouvellent leur confiance, reléguant Frank Lui sur les bancs de l'opposition parlementaire. À l'issue toutefois des élections législatives de 1993, il est élu Premier ministre par le Parlement le 12 mars, recevant les voix de onze députés (dont la sienne) contre neuf pour Young Vivian. Il nomme Sani Lakatani ministre des Finances, et confie les deux autres postes de ministres à O'love Jacobsen (qui devient ainsi la première femme ministre à Niue) et à Terry Coe (qui devient le premier Niuéen non-autochtone à être nommé ministre),.
Le pays faisant face à des difficultés économiques dues en partie à la diminution des financements accordés par la Nouvelle-Zélande, le gouvernement de Frank Lui parvient à développer le tourisme en signant avec les Fidji un accord permettant à la compagnie Air Nauru de mettre en place un vol direct hebdomadaire entre les Fidji et Niue. Frank Lui renforce aussi le statut de pays de facto indépendant de Niue : À sa demande, le représentant de la Nouvelle-Zélande à Niue devient un haut commissaire, c'est-à-dire un ambassadeur et non plus le représentant d'une puissance tutélaire. La responsabilité pour le service public niuéen est transférée de Wellington à Alofi, et le gouvernement néo-zélandais accepte publiquement que Niue exerce une politique étrangère indépendante.
En octobre 1994, Sani Lakatani perd le ministère des Finances à l'occasion d'un remaniement ministériel, et choisit de se joindre à l'opposition. Celle-ci s'organise en un Parti populaire. L'opposition dispose dès lors de la moitié des sièges au Parlement, et annonce qu'elle empêchera l'adoption de tout projet de loi du gouvernement. Elle bloque notamment la création d'une agence publique de tourisme. Le gouvernement de Frank Lui retrouve sa majorité parlementaire aux élections de 1996. Il pave les routes reliant Alofi à Lakepa, Liku et Hakupu, installe une couverture de téléphonie mobile sur l'ensemble du pays, modernise l'aéroport international de Niue et construit un nouveau complexe hôtelier.
Il perd son siège de député d'Alofi-nord aux élections de 1999, et ne peut donc briguer de troisième mandat à la tête du gouvernement. Il est alors fait compagnon de l'ordre du Mérite de Nouvelle-Zélande et se consacre dès lors à son entreprise familiale de location de cassettes vidéo,. En 2010, il devient le directeur d'une fondation caritative qui gère le domaine .nu et fournit aux Niuéens un accès gratuit à Internet. Il meurt le 9 juillet 2021 à l'âge de 85 ans. Son fils Emani Fakaotimanava-Lui, fondateur et propriétaire du fournisseur d'accès à Internet de Niue, entre en politique à sa suite en étant élu au Parlement en 2023.